# らき☆すた
『らき☆すた』（Lucky☆Star）は、美水かがみによる4コマ漫画、およびそれを原作としたゲーム、アニメ、小説のメディアミックス作品群。
KADOKAWAの月刊ゲーム雑誌『コンプティーク』2004年1月号より連載のほか数誌で掲載されており、情報誌『MITAINA!』vol.3（2022年11月発売）より連載再開（「掲載誌」参照）。2012年5月時点でシリーズ累計発行部数は550万部を突破している。
アニメ版は「らき☆すた (アニメ)」、小説版は「らき☆すた (小説)」でそれぞれ詳述する。

## 概要
小柄でアニメやゲームが大好きな、オタクな女子高生（7巻より大学生）泉こなたと、その友人でゆったりした性格の柊つかさ、つかさの双子の姉でしっかり者でツッコミ役の柊かがみ、容姿端麗で博識ながら天然ボケな所がある高良みゆきの4人を中心として、その周囲の人々も含めたまったりとした普段の生活を描いている。
タイトルはLucky Star（ラッキー スター）が原義であり、単行本表紙のロゴにもそうデザインされている。作者の美水によれば「女の子が学園生活を送る漫画のタイトル」としてイメージした結果、女優が演じるという意味合いの「スター」と、「幸運」や「気まぐれ」という意味を持つ「ラッキー」をあわせたとしている。
そもそもは『コンプティーク』誌でわずか3ページの4コマ漫画連載枠が空いたための掲載だったが、人気を博したためページ数も増え、さらに『月刊少年エース』や『月刊コンプエース』など、掲載誌も増えていった。
2005年8月24日にドラマCDが発売され、さらに2005年12月1日にはニンテンドーDSで『らき☆すた 萌えドリル』が、2007年5月24日には同じくニンテンドーDSで続編の『真・らき☆すた萌えドリル 〜旅立ち〜』が発売された。2007年4月から9月にかけてテレビアニメ版が放送され、それに連動する形で2007年1月からラジオ番組『らっきー☆ちゃんねる』も放送が開始した。2008年1月24日には『真・らき☆すた』の予約特典であった恋愛アドベンチャー「らき☆すら -Lucky☆Star RAvish Romance-」が、PlayStation 2用アドベンチャーゲーム『らき☆すた 〜陵桜学園 桜藤祭〜』というタイトルに変えて発売された。2008年夏にはOVAとアニメ版の声優によるドラマCDが発売、2009年12月にはPlayStation Portableで『らき☆すた ネットアイドル・マイスター』が発売された。『月刊コンプエース』2011年4月号および『コンプティーク』2011年4月号にて作品初のミュージカル化作品『らき☆すた≒おん☆すて』の企画が発表され、2012年9月20日から30日まで東京ドームシティアトラクションズ内にあるシアターGロッソで上演された。
また、サイドストーリーとして登場人物の1人で情報ページ『らっきー☆ちゃんねる』のキャプテン・小神あきらを主人公にした『あきらの王国』が『コンプエース』（Vol.014(2007年6月号増刊)～）で、『萌えドリル』シリーズのオリジナルキャラクター、宮河ひなた・ひかげ姉妹を主人公にした『宮河家の空腹』が『コンプH's』（Vol.7〜Vol.9、休刊）、『コンプエース』（2009年6月号〜2013年3月号）を経て『コンプティーク』（2013年3月号〜）でそれぞれ連載されており、『宮河家の空腹』は2013年4月よりWebアニメとして配信された。
主な登場人物4名は漫画連載開始時は高校1年生であり、当初は実際の年度が進むに従ってリアルタイムに進級していた。テレビアニメ化などに伴い、編集部の方針によって、高校3年生の2学期以降は時間の流れが実質的に停止し、アニメでの展開が一段落した2008年に入ってから、また時間が進むようになった。その後、第6巻のepisode 169-171で高校を卒業し、第7巻で進学・進級している。なお、アニメは高校2年生から始まり、後に3年生に進級している。
また、漫画では『みつどもえ』や『ストライクウィッチーズ』など、ゲームでは『Fate/stay night』や『魔法少女リリカルなのは』などと他作品とコラボレーションしたこともあるほか、ねんどろいどをはじめ『ストリートファイターIV』や『マクロスF』など他作品とのコラボ商品も販売されている。

## 主な舞台
アニメ版の舞台は埼玉県春日部市をモデルにしている。
陵桜学園高等学校（りょうおうがくえんこうとうがっこう）/陵桜学園高等部（りょうおうがくえんこうとうぶ）
こなた達が通う学校。埼玉県内にあるという設定。こなた達の学年で13クラスもあるマンモス校。女子の制服はセーラー服で、スカートと襟の色が冬服は赤で夏服は青。プールはあるが、体育の授業になぜか水泳は入っていない。
アニメ版では作者の出身校（春日部共栄高等学校）がモデルとなっている（エンディングクレジットの「スペシャルサンクス」で表記）。
鷹宮神社（たかのみやじんじゃ）
柊姉妹の父が宮司を務める神社で、柊家はこの境内に居住する。家の電話機は古い黒電話（電電公社の600形電話機）である。
アニメ版でのモデルは埼玉県久喜市（旧北葛飾郡鷲宮町）にある鷲宮神社。こちらの最寄り駅は東武鉄道伊勢崎線鷲宮駅下車5分程度。
『埼玉新聞』での掲載4コマなどでは鷲宮神社がそのまま登場しているが、あくまでもモデルとしてである。
糟日部駅（かすかべえき）
アニメ版にのみ登場、鉄道会社は糖武鉄道（とうぶてつどう）と表記されている。モデルは東武鉄道伊勢崎線・野田線春日部駅。
泉家の近所
埼玉県幸手市と思われる。『陵桜学園入学案内書』の「らき☆すた関連マップ」でも東武鉄道日光線幸手駅が「泉家の最寄り駅」として記載されており、アニメ版では幸手市内や権現堂堤がモチーフとして用いられている。幸手市は作者の出身地であり、作者の旧居が2009年春に泉家を再現する形でギャラリー兼交流施設「きまぐれスタジオ 美水かがみギャラリー幸手」として2011年初めまで開館していた。
秋葉原（アキバ/秋葉腹）
漫画や『陵桜学園 桜藤祭』の作中で秋葉原に行くエピソードがあるほか、『真・らき☆すた 萌えドリル 〜旅立ち〜』『ネットアイドル・マイスター』では「アキバ」として主な舞台の1つとなっている。また、アニメ版では第16話で「秋葉腹」として登場（JR秋葉原駅も「UR秋葉腹駅」となっている）、同地にはこなたのアルバイト先のコスプレ喫茶がある。
さいたま市大宮区
具体的な地名としては作中では出ていないが、『陵桜学園入学案内書』の「らき☆すた関連マップ」には「よく利用するゲーマーズ、アニメイトのある街」として記載されており、アニメ版では大宮駅の西口周辺（実際にゲーマーズとアニメイトが所在する）や大宮ソニックシティなどがモチーフとして使われている。
田園調布
アニメ版では、高良みゆきの家がある街のモデルにされている。
池袋（ブクロ）
アニメ版作中で池袋に行く、または乙女ロードが話題となるエピソードがあるほか、『ネットアイドル・マイスター』では「ブクロ」として主な舞台の一つとなっている。
京都・奈良
アニメ版の第21話でこなた達の学年が、秋の修学旅行で訪れた都市。チャーターした観光バスは京都に本社があり、首都圏地区にも営業所があるヤサカ観光の車両がモデル。
三浦海岸
神奈川県三浦市の海水浴場。アニメ版第6話でこなた達が海水浴に訪れる。
その他、アニメ版では東京ビッグサイトなどが舞台として使われている。

## 書誌情報
注記が無い限り基本的に出版元は角川書店→KADOKAWA角川書店ブランドカンパニー→KADOKAWA（角川書店ブランド）。

### 掲載誌

#### 掲載中
- 『MITAINA!』（不定期刊、vol.3（2022年11月18日発売）より掲載[2]）

なお、『コンプティーク』『MITAINA!』掲載分が「らき☆すた」の本編であり、『コンプエース』など他誌で掲載される分については番外編といった扱いになっている。そのため、『コンプティーク』掲載分と『コンプエース』掲載分、さらに後述の単発掲載分などで矛盾する点がある（具体例として、らき☆すたの登場人物#パトリシア・マーティンを参照）。

#### 不定期掲載
- 『コンプティーク』（月刊、2004年1月号より掲載。2017年8月号より不定期連載[注釈 8][注釈 9]。2014年7月号より2014年12月号までは休載。）
- 『フロムゲーマーズ』（『ゲーマーズ』の月刊無料情報誌、2004年12月号より出張版を不定期掲載。『あか☆ぷろ!!! 〜明るい三姉妹プロジェクト〜』の宣伝4コマが掲載されたこともある。）
- 『埼玉新聞』（2009年1月1日および10月8日の特別紙面、2010年4月1日の社告で単発掲載の後、同年4月25日より毎月最終日曜の特別紙面「月刊サイタマニア」にて連載開始、以後同日から2011年2月27日まで月1回連載。2011年4月以降は企画に連動した形で「月刊サイタマニア」に不定期に掲載）[8]
- 『月刊コンプエース』（季刊→隔月刊→月刊、創刊号より掲載、以前掲載されていた『エース桃組』を継承。2009年6月号からは実質的に『宮河家の空腹』『あきらの王国』に移行し、不定期掲載となっている）
  - 本編と並行して、2007年Vol.15（5月26日発売）より『らき☆すた コミックアラカルト』（毎回異なる作者が執筆するアンソロジー形式）が不定期に連載されていた。
- 『角川HotLine』→『角川コミック通信』（書店向け月刊情報誌（非売品）、角川書店の話題の書籍を紹介する形で毎月1本をカラーで掲載。2012年1月号で掲載終了し華々つぼみの『放課後アトリエといろ』に移行するが、同作の連載休止に伴い2013年8月号より一時的に再開。その後は華々つぼみの『宮河家が満腹!?』が掲載されるなど流動的になっている。2021年現在の状況は不明。）

#### 掲載終了
- 『月刊少年エース』（2004年8月号 - 2006年5月号）
- 『月刊ドラゴンマガジン』（2005年6月号より2006年5月号まで4コマコラムを掲載）
- 『コンプH's』（あきらが主な主人公。後に『宮河家の空腹』に移行するが休刊）
- Mobile Newtype（『月刊ニュータイプ』の携帯電話向けモバイルサイト、毎月新作を掲載）
- 『4コマnanoエース』（『月刊少年エース増刊』Vol.1 - Vol.16[注釈 8]）

この他、単発では『ガンダムゲームエース』『月刊Asuka』『ドリマガ』『近代麻雀』等の他誌へのゲスト作品、単行本発刊時のコミックとらのあなでの特典ペーパー、青山学院大学でのトークショーなど各イベントでの書き下ろし作品などがある。
また、日本国外では、中華人民共和国で広州天聞角川動漫が発行している『天漫』に2012年3月号より2014年5月号（休刊号）まで連載されていた。描き下ろしの表紙も頻繁に執筆されていた。

### 単行本
KADOKAWA角川書店ブランドカンパニーカドカワコミックスより刊行されている。
|    |        | 初版発行日付（発売日）  | ISBN              |
| -- | ------ | ----------------------- | ----------------- |
| 1  | 1      | 2005年1月8日（1月6日）  | 4-04-853806-3     |
| 2  | 2      | 2005年8月10日（8月5日） | 4-04-853903-5     |
| 3  | 3      | 2006年7月10日（同日）   | 4-04-853978-7     |
| 4  | 4      | 2007年4月10日（同日）   | 978-4-04-853978-4 |
| 5  | 5      | 2007年9月10日（同日）   | 978-4-04-854125-1 |
| 6  | 6      | 2008年9月10日（同日）   | 978-4-04-854212-8 |
| 7  | 7      | 2009年10月10日（同日）  | 978-4-04-854383-5 |
| 8  | 8      | 2010年10月9日（同日）   | 978-4-04-854546-4 |
| 9  | 9      | 2011年12月26日（同日）  | 978-4-04-120039-1 |
| 10 | 限定版 | 2013年10月26日（同日）  | 978-4-04-120758-1 |
| 10 | 通常版 | 2013年11月9日（同日）   | 978-4-04-120906-6 |

#### 日本国外版
|          | 中国語（繁体字）版 | 中国語（簡体字）版 | 韓国語版          | タイ語版                       | 英語版                     |
| -------- | ------------------ | ------------------ | ----------------- | ------------------------------ | -------------------------- |
| 出版社   | 台湾国際角川書店   | 広州天聞角川動漫   | 大元 C.I.         | サイアム・インター・コミックス | バンダイエンタテインメント |
| 発行地域 | 台湾、香港         | 中華人民共和国     | 韓国              | タイ                           | アメリカ合衆国、カナダ     |
| 1        | 2007年1月3日       | 2012年3月20日      | 2007年6月8日      | 2007年9月14日                  | 2009年7月1日               |
| 1        | 978-986-174-222-9  | 978-7-5406-8995-7  | 978-89-252-1481-8 | 974-94675-1-5                  | 978-1-60496-112-6          |
| 2        | 2007年2月27日      | 2012年5月5日       | 2007年8月22日     | 2007年11月4日                  | 2009年11月19日             |
| 2        | 978-986-174-275-5  | 978-7-5406-9012-0  | 978-89-252-1482-5 | 974-94675-2-3                  | 978-1-60496-113-3          |
| 3        | 2007年4月25日      | 2012年7月5日       | 2008年1月29日     | 2008年2月17日                  | 2009年12月9日              |
| 3        | 978-986-174-326-4  | 978-7-5406-9114-1  | 978-89-252-1934-9 |                                | 978-1-60496-114-0          |
| 4        | 2007年8月15日      | 2012年9月5日       | 2008年5月11日     | 2008年7月27日                  | 2010年2月3日               |
| 4        | 978-986-174-441-4  | 978-7-5406-9113-4  | 978-89-252-1935-6 | 978-974-673-894-1              | 978-1-60496-116-4          |
| 5        | 2008年2月18日      | 2013年3月20日      | 2008年9月15日     | 2008年8月27日                  | 2010年5月11日              |
| 5        | 978-986-174-599-2  | 978-7-5356-6083-1  | 978-89-252-3539-4 | 978-974-673-963-4              | 978-1-60496-115-7          |
| 6        | 2009年4月28日      | 2013年5月20日      | 2009年9月30日     | 2009年11月22日                 | 2010年9月7日               |
| 6        | 978-986-237-015-5  | 978-7-5356-6193-7  | 978-89-252-4991-9 |                                | 978-1-60496-229-1          |
| 7        | 2010年4月15日      | 2013年7月20日      | 2010年2月26日     | 2010年11月16日                 | 2010年12月7日              |
| 7        | 978-986-237-560-0  | 978-7-5356-6299-6  | 978-89-252-5816-4 | 978-616-010-482-6              | 978-1-60496-230-7          |
| 8        | 2011年3月30日      | 2013年9月1日       | 2011年2月28日     |                                | 2011年7月19日              |
| 8        | 978-986-287-112-6  | 978-7-5356-6497-6  | 978-89-252-7495-9 |                                | 978-1-60496-231-4          |
| 9        | 2012年5月26日      | 2013年11月1日      | 2012年5月25日     |                                |                            |
| 9        | 978-986-287-738-8  | 978-7-5356-6645-1  | 978-89-252-9937-2 |                                |                            |
| 10       | 2014年5月20日      |                    |                   |                                |                            |
| 10       | 978-986-325-943-5  |                    |                   |                                |                            |

### 関連作品

#### 『美水かがみのゲーム戯画』
美水かがみによるゲームコラムで、『らき☆すた』のキャラが紹介されるゲームの扮装などをする一枚絵と文字による会話で掲載されていた。
版権の関係で単行本には未収録だが、『コンプティーク』2007年10月号増刊 『らき☆すた 夏のおきらく特集号』にて全話および、当時を振り返る美水のコメントが掲載されている。

#### 『あきらの王国』
美水かがみによるサイドストーリーで、『コンプエース』の主に「超らっきー☆ちゃんねる分校」「らき☆スタっ!? Lucky☆Studium」の枠にて不定期連載されている（連載当初は『あきらの野望』で開始）。『らっきー☆ちゃんねる』の進行役、小神あきらを主人公とした作品で、3人のクラスメイト（誌面ではタイトルから「きんぐだむず」と呼ばれている）との学校内などでの会話や、あきらのアイドルとしての日常などで構成されている。2012年1月号の掲載を最後に連載が中断されているが、それに関する説明はない。2013年4月号で『らき☆スタっ!? Lucky☆Studium』が終了したため、今後はどのように掲載されるようになるか不明。

#### 『あきらvsちひろ』
『あきらの王国』の中断中に、「らき☆スタっ!? Lucky☆Studium」の枠にてイラスト担当のどつが描いた4コマ漫画。小神あきらと大神ちひろのアイドル生活などの日常で構成されている。「らき☆スタっ!? Lucky☆Studium」のコーナー終了に伴い、この作品も終了となった。

#### 『らき☆レポ』
『コンプティーク』の「兆らっきー☆ちゃんねる+」の枠にて酒月ほまれが描く1ページ漫画。小神あきらとにゃんだろうくんが、鷲宮などで行われる『らき☆すた』のイベントを紹介する内容となっている。
なお、『らき☆すた』のレポート漫画としてはこれ以前に吉沢緑時によるものが『コンプティーク』2009年8月号および『こなたは俺をヨメ!!』に掲載されている。

### 関連書籍・ムック
『らき☆すた おきらくカーニバル』2006年10月10日発売、ISBN 4-04-721556-2
過去の作品をカラー化したものや、『フロムゲーマーズ』に掲載された番外編、ショートストーリー2作、イラストレーター・漫画家によるイラスト、アニメ化及びDS版『真・らき☆すた 萌えドリル ～旅立ち～』の情報を掲載。
『らき☆すた公式ガイドブック 陵桜学園入学案内書』2007年8月25日初版発行、ISBN 978-4-04-854124-4。繁体字版：2010年5月21日初版発行、ISBN 978-986-237-639-3
漫画版の公式ガイドブック。キャラクターの詳細ガイドや、イラストギャラリー、ラフスケッチ、情報ページ「らっきー☆ちゃんねる」の歴史、用語集、4巻時点までの全エピソード目次、美水かがみインタビューなどで構成。
『らき☆すた おきらくBOX 泉こなた編/柊かがみ編』2007年9月27日発売、ISBN 978-4-04-900786-2 / ISBN 978-4-04-900787-9
こなた・かがみそれぞれのパッケージになっており、それぞれフィギュア、CD-ROM、解説小冊子、陵桜学園生徒手帳型のメモ帳を同梱。
『らき☆すた 陵桜学園入学記念BOX』2008年4月10日発売、ISBN 978-4-04-900791-6
陵桜学園入学のしおりとステーショナリーセット（シャープペンシル、消しゴム、定規、ペンケース）を同梱。
『らき☆すた×涼宮ハルヒちゃんの憂鬱 でっかいお楽しみBON』2009年1月1日発売、ISBN 978-4-04-854292-0
『涼宮ハルヒちゃんの憂鬱』とのコラボレーションブック。2作品の新規描き下ろし作品や単行本未収録作品、インタビュー記事を収録したムックと『らき☆すた』のブランケット、『ハルヒちゃん』のTシャツを同梱。
『らき☆すた おきらく公式ガイドブック こなたは俺をヨメ!!』2009年12月26日初版発行、ISBN 978-4-04-854420-7
漫画版の公式ガイドブック第2巻。第5巻から第7巻までの内容を元に、新キャラクターを含めたキャラクターの詳細ガイドや設定資料、イラストギャラリー、「らっきー☆ちゃんねる」の歴史、全エピソード目次、美水かがみインタビューなどで構成。
『「らき☆すた」と学ぶ 化学[理論編]が面白いほどわかる本』松原隆志（著者）、中経出版、2010年10月10日初版発行、ISBN 978-4-80-613848-8。繁体字版：2012年3月23日初版発行、ISBN 978-986-287-492-9
『「らき☆すた」と学ぶ 化学[有機編]が面白いほどわかる本』松原隆志（著者）、中経出版、2013年1月25日発売、ISBN 978-4-80-614218-8
『「らき☆すた」と学ぶ　化学［無機編］が面白いほどわかる本』犬塚壮志（著者）、KADOKAWA中経出版ブランドカンパニー、2013年12月12日発売、ISBN 978-4-04-600094-1
『らき☆すた』の登場人物をナビゲーション・キャラクターに用いた化学の学習参考書。理解しにくく覚えにくい化学現象をイラストやビジュアルによってわかりやすく解説することを主眼に置いて作成され、イラストもこの本のために新たに描き下ろされている。
『らき☆すた おきらく開運＆ゆるっと合格祈願セット』2010年12月24日発売、ISBN 978-4-04-854580-8
聖地巡礼ガイドブックと「かがみ&つかさ」開運ふりふりソーラーマスコット、「みなみ」ストラップ、「つかさ」お守りを同梱。
『らき☆すたファンブック 10周年だよ、全員集合!』2014年2月10日初版発行、ISBN 978-4-04-110603-7
連載開始10周年を記念したファンブック。イラストギャラリーやキャラクターガイド、美水の過去の原稿や没原稿、ロングインタビューに加え、アニメを中心としたメディアミックスの記録や主要声優4人（平野綾、加藤英美里、福原香織、遠藤綾）のインタビュー、舞台となった鷲宮・幸手に関する記事、いとうのいぢ、むりりん、べっかんこう、鈴平ひろ、武本康弘、堀口悠紀子、吉崎観音、えすのサカエ、明貴美加、緋賀ゆかり、KEIの寄稿イラスト、待田堂子の寄稿小説、華々つぼみと酒月ほまれの寄稿漫画で構成。
『美水かがみ画集 LUCKY STAR』2014年3月21日発売、ISBN 978-4-04-110626-6
美水かがみ初の画集。『らき☆すた』のオリジナルイラストやコラボイラストを中心に収録。

## 投稿・情報コーナー
『らき☆すた』の連載が開始して4ヶ月後の『コンプティーク』2004年4月号に欄外の文字投稿コーナー「らき☆すた横丁」が開始したのが始まりとなる。同年7月号に「すぺしゃるいんふぉめーしょん」が掲載され同年12月号よりレギュラー化、そして2005年5月号から「らっきー☆ちゃんねる」として本格開始、同コーナーのキャプテン（進行役）として小神あきらが登場する。この時期よりフィギュアやドラマCD、ゲームなど関連グッズのリリースが行われることによって、「らっきー☆ちゃんねる」も読者投稿だけでなくこうしたメディア展開の情報コーナーとしての役割を担うようになった。
『らき☆すた』の連載が3年目に入った2006年1月号にコーナーをリニューアルして「らっきー☆ぱらだいす」が開始、これまでのあきらが「二等兵」に格下げする代わりに新たに桜庭ひかるをキャプテンとして登場させた。この時期にコーナーのページ増や多数の企画が実施された。その後の再ゲーム化・アニメ化に伴い2006年11月号に「超らっきー☆ちゃんねる」へと再度リニューアル、あきら・ひかるのダブルキャプテン制に移行した。その後ひかるが本編にでることが多くなったことから、2009年8月号でひかるが卒業、同年9月号より新たなアシスタントとして「ニャンだろう」が登場、2011年1月号からは「兆（テラ）らっきー☆ちゃんねる」にコーナー名を変更した。
2013年より『コンプティーク』誌上の各作品の読者コーナーが『コンプティーク』本体の読者コーナーである「こんたま!!」に統合されるようになり、「兆（テラ）らっきー☆ちゃんねる」は2013年2月号で終了。2013年3月号からはイラスト投稿コーナーは「こんたま!!」内へ移動され「らっきー☆ちゃんねる」のタイトルで復活。元の情報コーナーは酒月ほまれの描くレポート漫画「らき☆レポ」が掲載される「兆（テラ）らっきー☆ちゃんねる+（プラス）」へ変更となった。なお、欄外の文字投稿コーナーは2013年現在も「超らっきー☆ちゃんねる」のタイトルのまま継続されている。
2007年からは『コンプエース』でも「超らっきー☆ちゃんねる分校」としてコーナー展開を開始、ただしこちらではあきらのみが登場していた。2010年6月号よりパートナーキャラとしてpixivで公募された大神ちひろが登場、2011年1月号からは「らき☆スタっ!? Lucky☆Studium」にコーナー名を変更して継続していたが、『宮河家の空腹』のコンプティーク移籍に伴い、2013年4月号で終了した。『あきらの王国』および『あきらvsちひろ』は主にこの枠内で掲載されていた。またそれとは別に、欄外の文字投稿コーナーは「帰ってきたらっきー☆ちゃんねる」というタイトルで継続されていた。
これまでのコーナー名である「らっきー☆ちゃんねる」は公式webサイトや、ラジオ番組およびこの番組を元にしたアニメ版のミニコーナーに名前が引き継がれ、同番組・コーナーと「超らっきー☆ちゃんねる」など『コンプティーク』『コンプエース』誌面、公式Webサイトとの連動企画も行われている。また、「らっきー☆ぱらだいす」はアニメ版の製作委員会の名称として用いられている。
連載初期には『コンプティーク』誌上の本体の読者コーナーにこなたが送ったはがき（実際には作者の美水かがみがこなた名義で書いて送った物）が掲載され、それを喜ぶ漫画が描かれた（第1巻所収）ほか、2009年になってからは（いずれも第7巻所収）、こなたとひよりが『コンプエース』に投稿しようということになり、その後同誌読者コーナーにこなたが送ったはがきが実際に掲載、ボツになったひよりが落ち込むというエピソードや、『塔聴!!ドルアーガ』にこなたが投稿したアイディアが採用され『ドルアーガの塔 The Recovery of BABYLIM』で実際に使われるなど、投稿に関してメタフィクション的なことも行われている。

## アニメ
テレビアニメが2007年4月から9月まで、チバテレビなどの独立UHF局を中心とした16局で放送された。全24話。また、2008年9月26日にOVAが発売された。

## ドラマCD

### ドラマCD らき☆すた
2005年8月24日にフロンティアワークスより発売された。アニメ版とは声優が異なる。
声の出演
- 泉こなた - 広橋涼
- 柊つかさ - 中原麻衣
- 柊かがみ - 小清水亜美
- 高良みゆき - 中山恵里奈
- 黒井ななこ - 浅野真澄
- 成実ゆい - 斎藤千和
- 小早川ゆたか - 清水愛
- 岩崎みなみ - 松来未祐
- パトリシア＝マーティン - 雪野五月
- 駅員 - 川原元幸
- イベントスタッフ - 宮本克哉

スタッフ
- 原作・イラスト・挿絵：美水かがみ
- エグゼクティブプロデューサー：及川武（Frontier Works）
- プロデューサー：松澤博（Frontier Works）
- ディレクター：池知也（Frontier Works）
- 演出：関根奈美
- 脚本：藤原たすく
- 音楽：剱持満
- エンジニア：亀田亮治
- アシスタントエンジニア：三田英登（セントラル録音）
- 音響効果：野崎博樹（サウンドガーデン）
- スタジオ：セントラル録音、ハイブライト、ドリーム・フォース
- マスタリング：小林良雄（ハイブライト）
- 音響製作：ドリーム・フォース
- スペシャルサンクス：加藤剛（角川書店）、コンプティーク編集部、アーツビジョン、アイムエンタープライズ、青二プロダクション、81プロデュース、劇団若草、賢プロダクション、ブロッコリー、メディアフォース
- デザイン：山口勉（ヤマグチデザイン室）

### らき☆すた ドラマCD（ドラマがコンプリートなディスク）
2008年8月27日にLantisより発売された。担当声優は、前述の2005年に発売されたドラマCD版の声優ではなくアニメ版の声優が起用されており、脚本はアニメ版のシリーズ構成・脚本を担当した待田堂子が手がけている。
声の出演
各キャラクターについてはらき☆すたの登場人物参照
- 泉こなた - 平野綾
- 柊かがみ - 加藤英美里
- 柊つかさ - 福原香織
- 高良みゆき - 遠藤綾
- 小早川ゆたか - 長谷川静香
- 岩崎みなみ - 茅原実里
- 田村ひより - 清水香里
- パトリシア＝マーティン - ささきのぞみ
- 日下部みさお - 水原薫
- 峰岸あやの - 相沢舞
- 成実ゆい - 西原さおり
- 黒井ななこ - 前田このみ
- 泉そうじろう - 平松広和
- 柊ただお - 古澤徹
- 柊みき - 井上喜久子
- 柊いのり - 升望
- 柊まつり - 明坂聡美
- 宮河ひかげ - 鹿野優以
- 宮河ひなた - 高口幸子
- 桜庭ひかる - 井上美紀
- 小神あきら - 今野宏美
- 白石みのる - 白石稔

この他、端役を立木文彦、くじらが担当する。
スタッフ
- プロデューサー：斎藤滋（Lantis）
- 原画：堀口悠紀子
- 彩色：下浦亜弓
- デザイン：OverDriveDesign
- 宣伝：松村起代子、鈴木めぐみ、岩下由希恵（Lantis）
- 販促：杉谷恵美（Lantis）
- デスク：山崎彩、濵田邦子（Lantis）
- デスク：臼倉竜太郎（Lantis）
- サンクス：らっきー☆ぱらだいす、角川書店、京都アニメーション
- エグゼクティブプロデューサー：伊藤善之

## ゲーム

### コンピュータゲーム
- 現在コンシューマ機向けゲームソフトとして、以下の作品が発売されている。いずれも開発・ブリッジ、発売元・角川書店。詳細はそれぞれの該当項目を参照。
  - 『らき☆すた 萌えドリル』（2005年12月1日発売、ニンテンドーDS、脳トレソフト）[14]
  - 『真・らき☆すた 萌えドリル 〜旅立ち〜』（2007年5月24日発売、ニンテンドーDS、脳トレソフト）[15]
  - 『らき☆すた 〜陵桜学園 桜藤祭〜』（2008年1月24日発売、PlayStation 2、アドベンチャーゲーム）
    - 『らき☆すた 〜陵桜学園 桜藤祭〜Portable』（2010年12月23日発売、PlayStation Portable）[16]

  - 『らき☆すた ネットアイドル・マイスター』（2009年12月23日発売、PlayStation Portable、育成シミュレーションゲーム）
- また上記のゲームを開発したブリッジとパナソニックグループのパナソニック ネットワークサービシズが共同でiモード専用の携帯端末向けゲーム配信サイト『らき☆すた もばいる』を2007年4月2日に開設、脳トレアプリなどを配信している。
- この他、アニメ版DVDの限定版特典のWindows用ミニゲーム集『らき☆すたの森』、『陵桜学園 桜藤祭』DXパック予約特典のWindows用対戦型格闘ゲーム『らき☆ばと! 〜Lucky Battle Chronicle〜』がある。
- 2010年12月27日からオンラインゲーム『らき☆すた スタンプリー』がサービスされていたが[17]、他の作品と同様に2012年12月17日でサービスを終了した。

### カードゲーム
- ブロッコリー・富士見書房によるトレーディングカードゲーム『プロジェクト レヴォリューション』に角川書店からの参戦キャラクターとしてらき☆すたのキャラクターも登場、エキスパンションパック「らき☆すたプラチナパック」が2作発売されている。
- ブシロードのトレーディングカードゲーム『ヴァイスシュヴァルツ』の2009年度参戦タイトルとして、ヴァイスサイドで発売されることが発表、現在トライアルデッキとブースターパックが発売されている。
- 京都アニメーションから『らき☆すた・コミュニケーションカードゲーム』が発売されている。

## ラジオ
アニメ本編放送前の2007年1月から、あきら役の今野宏美とみのる役の白石稔がパーソナリティとなったアニラジがラジオ関西で放送、また一週遅れでランティスウェブラジオで配信された。
- らっきー☆ちゃんねる（2007年1月5日〜2007年9月28日）
- らっきー☆ちゃんねる-陵桜学園放課後の机-（2007年10月5日〜2007年12月28日）
- 新らっきー☆ちゃんねる（2008年1月4日〜2008年3月28日）
- 元祖らっきー☆ちゃんねる（2008年4月4日〜2008年6月27日）

『らっきー☆ちゃんねる』放送時はアニメ内の同名ミニコーナーや公式Webサイト、コンプティークなど関連各誌との相互連動企画を行っている。また『らっきー☆ちゃんねる』の第21回からかがみ役の加藤英美里とつかさ役の福原香織がミニコーナーを担当、この2人は後番組の『陵桜学園放課後の机』でもパーソナリティとして出演したほか、『新〜』ではみさお役の水原薫が出演した。また公開録音や各種イベントも開催しており、その模様はラジオで放送されたほか、関連各誌の付録CDやアニメDVDの特典映像として収録されている。なお、各番組の詳細はそれぞれの項目を参照。

## モバイル配信アプリ
- 公式「らき☆すた」時計ウィジェット（メーカー：KADOKAWA SHOTEN）
- 公式「らき☆すた」スケジュールウィジェット（メーカー：KADOKAWA SHOTEN）
- 公式「らき☆すた」きせかえホームアプリ（メーカー：KADOKAWA SHOTEN）
- 公式「らき☆すた」バッテリーウィジェット（メーカー：KADOKAWA SHOTEN）
- 公式「泉こなた」時計ウィジェット（メーカー：KADOKAWA SHOTEN）

## ミュージカル
タイトルは『らき☆すた≒おん☆すて』。映劇の制作で2012年9月20日から30日まで11日間15公演を東京ドームシティアトラクションズ内にあるシアターGロッソで上演した。2012年7月20日には同所で角川書店社長の井上伸一郎と映劇プロデューサーの豊陽子によりアニメ原作の舞台・ミュージカル化を今後は「アニメライブ」と呼ぶという「アニメライブ新世紀宣言」（「アニメ新世紀宣言」のオマージュ）が行われている。公演終了後もキャストの登場するイベントが幾度か行われており、「コンプティーク」誌上にも登場している。

### スタッフ
- 脚本・映像演出：中田昌宏
- 脚本・舞台演出：佐藤伸之
- 製作統括：井上伸一郎
- 企画：安田猛、萩原実、庄司清彦
- 製作：菊池剛、加藤修一、くのつとむ
- プロデューサー：菊谷隆、永井大輔、嶋本憲弥
- アソシエイトプロデューサー：奥出信行
- 音楽・歌唱指導：YOSHIZUMI
- 振付：富田彩
- シナリオスーパーバイザー：土橋郁哉
- 美術：毛里幹典
- 舞台監督：今井聰
- 企画プロデューサー：豊陽子
- 舞台プロデューサー：高橋正佳
- 制作：映劇
- 製作委員会：『らき☆すた≒おん☆すて』製作委員会（角川書店、東京ドーム、映劇）

### キャスト
- 泉こなた - 酒井蘭
- 柊つかさ - 小川真奈
- 柊かがみ - 櫻井ゆりの
- 高良みゆき - 萩原和佳奈
- 小早川ゆたか - 水越朝弓
- 岩崎みなみ - 小市眞琴
- 日下部みさお - 三宮ユリカ
- 峰岸あやの - 吉岡茉祐
- 黒井ななこ - 小新井涼
- 泉そうじろう - 三宅克幸
- 長瀞なぎさ - 中根礎子
- 東松山あおい - 樋口真央
- 越谷ちなみ - 熊谷知花
- ブラスター木野 - 鶴田亮介
- 飛ばしや川井 - 福山健介
- エンジェル尾崎 - 宜野座新
- カミソリ相崎 - 鷹野晶
- 小神あきら - 長島瑞穂
- MC森雅紀 - 森雅紀

### 楽曲
| 曲名                                        | 作詞            | 作曲                    | 作品名                      | 年代   |
| ------------------------------------------- | --------------- | ----------------------- | --------------------------- | ------ |
| もってけ!セーラーふく（ショートバージョン） | 畑亜貴          | 神前暁                  | らき☆すた (アニメ)          | 2007年 |
| 埼玉名物LOVE!                               | 中田昌宏        | YOSHIZUMI               | 本作                        | 2012年 |
| しんでも好きな人                            | 中田昌宏        | YOSHIZUMI               | 本作                        | 2012年 |
| 黒い取引                                    | 中田昌宏        | YOSHIZUMI               | 本作                        | 2012年 |
| SHYなのよ                                   | 中田昌宏        | YOSHIZUMI               | 本作                        | 2012年 |
| 恋愛フィロソフィア                          | 黒うさP         | 黒うさP                 | 初音ミクオリジナル曲        | 2012年 |
| 雨上がりのミライ                            | 畑亜貴          | 神前暁                  | 探偵オペラ ミルキィホームズ | 2010年 |
| READY!!                                     | yura            | 神前暁                  | THE IDOLM@STER              | 2011年 |
| ハレ晴レユカイ                              | 畑亜貴          | 田代智一                | 涼宮ハルヒの憂鬱            | 2006年 |
| オワコンのうた                              | 中田昌宏        | YOSHIZUMI               | 本作                        | 2012年 |
| 小さいことはいいことだ…                     | 中田昌宏        | YOSHIZUMI               | 本作                        | 2012年 |
| あしたがくれば…                             | 中田昌宏        | YOSHIZUMI               | 本作                        | 2012年 |
| バスターズ レディーゴー!                    | 藤林聖子        | 大石憲一郎（Project.R） | 特命戦隊ゴーバスターズ      | 2012年 |
| もってけ!セーラーふく                       | 畑亜貴          | 神前暁                  | らき☆すた (アニメ)          | 2007年 |
| おんすて!オトメたちがとまらない!            | 中田昌宏        | YOSHIZUMI               | 本作                        | 2012年 |
| FREELY TOMORROW                             | Mitchie M・ЯIRE | Mitchie M               | 初音ミクオリジナル曲        | 2011年 |

その他、ゲスト登場時にいくつかの楽曲が使われている。

## 聖地巡礼と地元での町おこしイベント

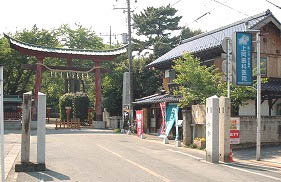
「聖地巡礼」の対象の一つとされている鷲宮神社（鳥居の側にあるのが「大酉茶屋わしのみや」）

『らき☆すた』アニメ版の主な舞台とされる鷲宮神社（埼玉県久喜市、2010年までは鷲宮町）をファンが訪れる「聖地巡礼」現象が見られ、その所在地を中心に地元の経済団体や市役所がそれを町おこしに活用している。
鷲宮神社に参拝する若者たちは2007年5月頃から増え始め、アニメ雑誌に作品の舞台のモデルとなった場所の一覧が掲載されたことで、さらに参拝客が増えたとされている。鷲宮神社においては、彼らが絵馬に『らき☆すた』の登場人物の絵を描いて奉納したり、記念撮影をしたり、コスプレ姿で参拝したりするといった行動がマスメディアを通じて報じられた。
初詣の参拝客も、2008年にはこの年の埼玉県内第3位となる約30万人、また2009年には同第2位となる約42万人に達し、関係者の驚きを呼んだ。なお、初詣の参拝客の過去最高は2014年時点、2011年から4年連続で約47万人であり安定している。
近年の初詣における参拝客の推移は以下のとおり。
| 年度               | 初詣参拝客 | 県内順位 | 備考                                                 |
| ------------------ | ---------- | -------- | ---------------------------------------------------- |
| 2004年（平成16年） | 150,000    | 4位      | 1月10日：『コンプティーク』に『らき☆すた』掲載開始。 |
| 2005年（平成17年） | 65,000     | 9位      | 8月24日：ドラマCD発売。                              |
| 2006年（平成18年） | 90,000     | 7位      |                                                      |
| 2007年（平成19年） | 130,000    | 6位      | 4月 - 9月：アニメ放送。                              |
| 2008年（平成20年） | 300,000    | 3位      |                                                      |
| 2009年（平成21年） | 420,000    | 2位      |                                                      |
| 2010年（平成22年） | 450,000    | 2位      |                                                      |
| 2011年（平成23年） | 470,000    | 2位      |                                                      |
| 2012年（平成24年） | 470,000    | 2位      |                                                      |
| 2013年（平成25年） | 470,000    | 2位      |                                                      |
| 2014年（平成26年） | 470,000    | 2位      |                                                      |

こうした「巡礼」に対し、地元では戸惑いの声もあったが、鷲宮町商工会はいち早く対応し、町独自のオリジナルグッズを制作。同会青年部の運営する大酉茶屋わしのみやや町内の複数の商店にて発売し、作者や出演声優の鷲宮神社への公式参拝イベントを開催した。その他にも歳末セールで『らき☆すた』のキャラクターをあしらったスクラッチカードを用いるなど、様々な地域振興策に取り組んでいる。鷲宮町もこうした経緯から2008年4月1日付で柊一家を町内の架空の住所に住民登録し、同年4月7日より特別住民票の交付を行った。2020年には久喜市への合併10周年記念として、柊姉妹のイラストをあしらった婚姻届用紙を配布した。
また毎年9月に行われる鷲宮神社の土師祭では、2008年より『らき☆すた』のキャラクターを描いた「『らき☆すた』神輿」（下記写真参照）が練り歩くようになり、報道などで話題となったほか、2010年に行われた上海国際博覧会でのジャパン・ウィーク「CoFesta IN 上海」ではこの神輿の特別公演が行われた。『らき☆すた』登場人物のうち、柊かがみは久喜市商工会によりマスコットキャラクター「かがみん」とされ、着ぐるみが地域のイベントに登場している。その後、柊つかさ役の福原香織が2021年7月7日で久喜市の観光大使である「久喜市くき親善大使」に就任、2022年12月には鷲宮郵便局前につかさの立像が設置され、さらにつかさを模した着ぐるみキャラクター、「つかちゃん」をクラウドファンディングで製作、以来「かがみん」とともに登場するようになっている。
さらに、作者の美水の出身地であり、作中ではこなたの住んでいる町とされる幸手市の商工会でも、『らき☆すた』を元にした地域振興策として、歳末セールで『らき☆すた』をフィーチャーした企画を実施。オリジナルグッズの製作・発売を行ったほか、関連イベントの開催するなど、様々な企画を行い、2009年3月28日には美水家が転居に伴って空き家となった旧居を無償で商工会で借り受け、泉家を再現したギャラリー兼交流施設「きまぐれスタジオ 美水かがみギャラリー幸手」を開館（2011年1月10日に閉館）、2010年1月1日付けで泉一家をギャラリーの所在地に住民登録し、同年1月3日より特別住民票の交付を行った。またエコポイントの交換商品として、幸手市共通商品券「らき☆すた商品券フルコンプセット3000 円分」を用意した。メインの舞台となった春日部市でも、鷲宮・幸手双方にグッズのための桐細工を提供しているほか、春日部独自の商品開発も行っている。また3市町の商工会・商工会議所等関係各所で相互連携しており、各商工会の間で版権データの共有や今後のイベント開催・グッズ販売での共同事業の展開などに取り組んでいる。
2007年12月からの2008年5月までの半年間の鷲宮町での経済効果は4170万円、商工会の2007年度決算での歳入合計が前年度比36%増の8000万円になったと発表。幸手市も約2500万円の経済効果があったと商工会が発表している。また「聖地巡礼」「オタクツーリズム」や漫画・アニメ等を用いた町おこし（「萌えおこし」とも呼ばれる場合がある）の成功例として経済的・学術的観点からも注目されるようになり、鷲宮町商工会でも北海道大学観光学高等研究センターと共同でメディアコンテンツと地域振興のあり方に関する研究プロジェクトを行っている。
このほか、2009年より『埼玉新聞』に断続的に記事や漫画が掲載され、2010年からは土師祭や鷲宮・幸手両商工会のスタンプラリーに埼玉新聞社が主催社として参加。2012年6月からは国土交通省関東地方整備局荒川上流河川事務所の新聞広報に本作のキャラクターが起用され、制作した『埼玉新聞』と『読売新聞』埼玉版に掲載されている。また、舞台を沿線に持つ東武鉄道と『あの日見た花の名前を僕達はまだ知らない。』の舞台となった秩父市を走る秩父鉄道共同で両作品がコラボレーションした記念切符を2012年1月に発売。2012年6月24日と2013年6月23日には埼玉西武ライオンズが「らき☆すたデー」と銘打ったイベントを開催し、コラボグッズの販売やつかさ役の福原香織やかがみ役の加藤英美里による始球式や一部回での場内アナウンスを行っている。
この集客効果は、埼玉県の観光課に「観光資源として力を持っている」と認識させ、2013年より「アニメ・マンガまつり in 埼玉」（アニ玉祭）開催へのきっかけとなった。

東武鉄道鷲宮駅に展示された、鷲宮神社の『らき☆すた』神輿（2010年3月撮影）
2007年12月に大酉茶屋わしのみやの入口横に設置された巫女姿の柊つかさ、柊かがみ姉妹が描かれた石碑（2010年4月撮影）
幸手市の通りに設置された、登場人物が描かれている街路灯の歩行ランププレート（2010年4月撮影）